# Distrito electoral de Woodson (Illinois)
Woodson (en inglés: Woodson Precinct) es un distrito electoral ubicado en el condado de Morgan en el estado estadounidense de Illinois. En el Censo de 2010 tenía una población de 1077 habitantes y una densidad poblacional de 13,95 personas por km².

## Geografía
Woodson se encuentra ubicado en las coordenadas 39°38′31″N 90°13′28″O / 39.64194, -90.22444. Según la Oficina del Censo de los Estados Unidos, Woodson tiene una superficie total de 77.23 km², de la cual 76.8 km² corresponden a tierra firme y (0.55%) 0.43 km² es agua.

## Demografía
Según el censo de 2010, había 1077 personas residiendo en Woodson. La densidad de población era de 13,95 hab./km². De los 1077 habitantes, Woodson estaba compuesto por el 98.89% blancos, el 0% eran afroamericanos, el 0% eran amerindios, el 0.28% eran asiáticos, el 0% eran isleños del Pacífico, el 0.19% eran de otras razas y el 0.65% pertenecían a dos o más razas. Del total de la población el 0.93% eran hispanos o latinos de cualquier raza.